# Chiesa di Sant'Atanasio (Roma)
La chiesa di Sant'Atanasio dei Greci è una chiesa rettoria di Roma, sita nel rione Campo Marzio, in via del Babuino, e officiata col rito bizantino.

## Storia
Nel 1573 il pontefice Gregorio XIII, sentite le istanze della minoranza religiosa albanese d'Italia di rito greco-bizantino, istituì la Congregazione dei Greci. Nonostante la contrarietà della Compagnia di Gesù, che riteneva più opportuno romanizzare le comunità di rito greco, in seno alla Congregazione prevalse la posizione del cardinale Giulio Antonio Santoro che, rispettoso dell'autonomia culturale della minoranza albanese, propose la creazione di un Collegio Greco per la formazione religiosa del clero orientale, al fine di evitare eventuali comportamenti eretici.
La fondazione del Collegio Greco venne approvata nel 1577 da Gregorio XIII che provvide anche all'acquisto dell'isolato di Via del Babuino destinato ad accogliere il nuovo istituto. Il primitivo Collegio venne ricostruito nel 1769 e l’ingresso principale, un tempo in Via dei Greci, fu spostato in Via del Babuino.
Nel 1580 il cardinal Santoro pose la prima pietra della Chiesa di San'Atanasio: la costruzione, affidata a Giacomo Della Porta, era già terminata nel 1583 e il pontefice in persona celebrò la prima messa secondo il rito greco.
Sin dalla nascita del Collegio Greco gli studenti provenivano dalle comunità italo-albanesi, a cui si sono aggiunti più recentemente altre comunità greco-cattoliche: melchiti, greci, ucraini, ungheresi, bulgari, bielorussi, rumeni, slovacchi.
Sino al 1872 la chiesa fu officiata secondo il rito romano ed il rito bizantino, quando si decise di affidarla definitivamente alla Congregazione per le Chiese Orientali. In questa occasione fu rimossa l'iconostasi lignea di Francesco Traballesi (molti dei cui dipinti furono conservati e si trovano tuttora nel Collegio adiacente alla chiesa) e fu affidata all'architetto pontificio Andrea Busiri Vici la nuova sistemazione interna della chiesa. In tale occasione fu costruita la nuova iconostasi e la parte inferiore dell'abside fu rivestita in marmi bianchi e grigi.
Il Papa Giovanni XXIII elevò la chiesa a titolo presbiterale cardinalizio il 22 marzo 1962.
La chiesa è officiata dal Pontificio collegio greco di Sant'Atanasio con il rito bizantino in lingua greca e, a seconda dell'evenienza, in lingua albanese, nelle lingue slave, in rumeno, in ungherese o in arabo. La chiesa è cappellania per gli italo-albanesi residenti nella città di Roma e in tutto il Lazio.

## Descrizione

### Esterno
La facciata, completata da Martino Longhi il Vecchio e preceduta da una breve scalinata, è inquadrata da due campanili coperti da cupolette. Essa è suddivisa in due ordini da un cornicione in marmo; mentre nell'ordine inferiore, del Della Porta, si trovano il portale e due nicchie, in quello superiore, del Longhi, vi sono il grande finestrone e due iscrizioni, una in lingua greca e l'altra in lingua latina in onore di Sant'Atanasio. Sopra il campanile di sinistra è collocato un orologio donato da Papa Clemente XIV nel 1771 che, curiosamente, non è rivolto verso via del Babuino, bensì verso il palazzo del Pontificio Collegio Greco.
Sopra via dei Greci, che costeggia il fianco sinistro della chiesa, si trova un passaggio ad arco che conduce nel palazzo del Pontificio Collegio Greco.

### Interno

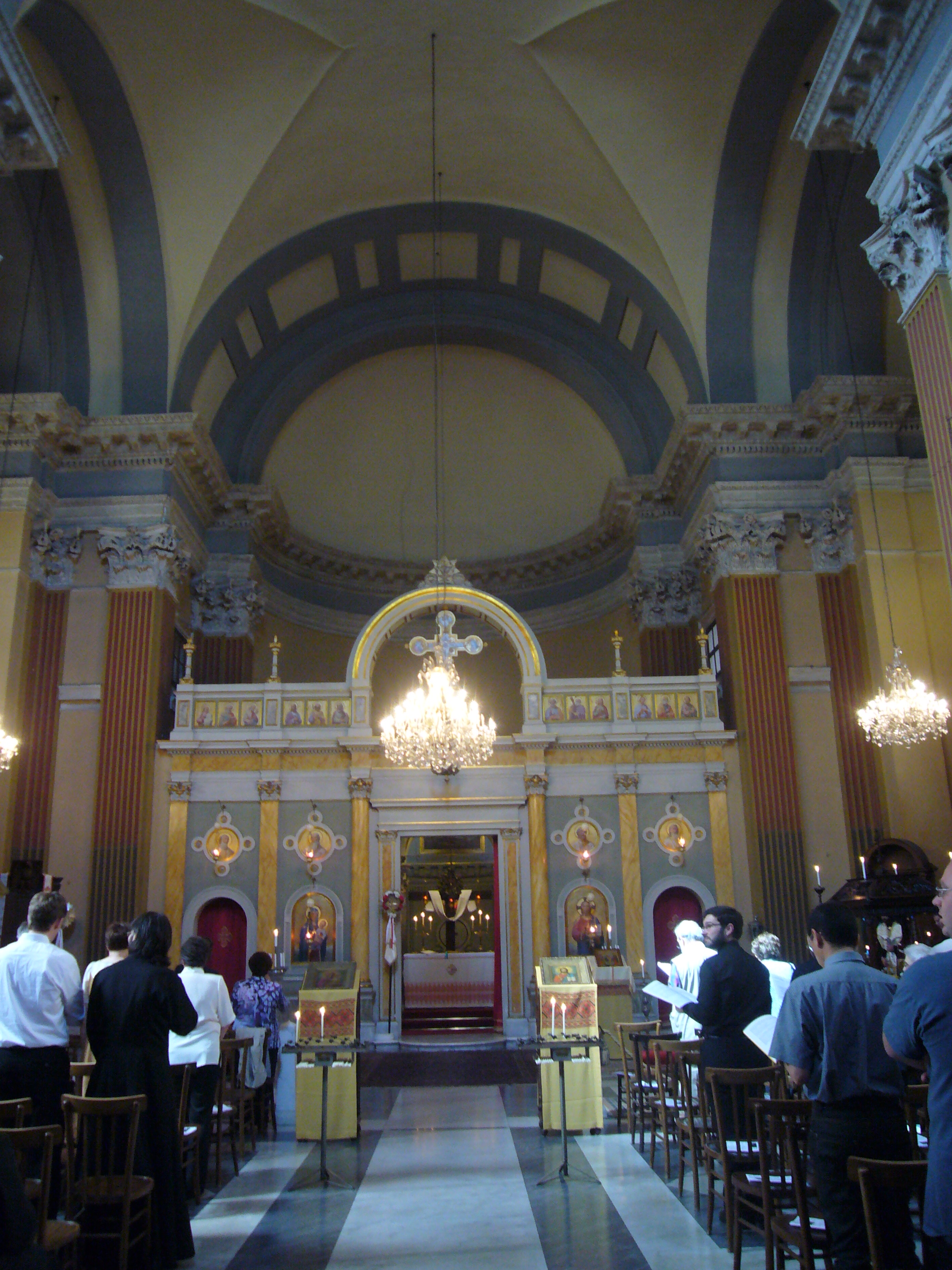
Interno della chiesa

L'interno, a croce latina, è a navata unica con una cappella per lato e volta a botte; la pianta si presenta a “trifoglio”, ossia con due absidi ai lati e una di fondo, secondo uno schema di derivazione bizantina, che costituisce un esempio raro nell'architettura romana. La decorazione interna inizialmente fu affidata a Francesco Traballesi (Firenze 1541 - Mantova 1588), al quale spettano gli affreschi nelle cappelle laterali, raffiguranti l'Annunciazione a destra e Gesù fra i dottori del Tempio a sinistra, nonché la primitiva iconostasi lignea, i cui frammenti sono conservati nel Collegio greco. Al Traballesi subentrò nel 1585 il Cavalier d'Arpino, al quale si devono gli affreschi con l'Assunzione di Maria e la Crocifissione (abside destra e sinistra).
L'iconostasi lignea attuale è opera ottocentesca e separa l'altare maggiore dalla navata, com'è d'uso nelle liturgie orientali.
A sinistra della chiesa si trovano la statua del cosiddetto babuino (che dà il nome alla via) e l'antico studio ove lavorò Antonio Canova, recentemente restaurato e riaperto ai visitatori.